# موزه ساری

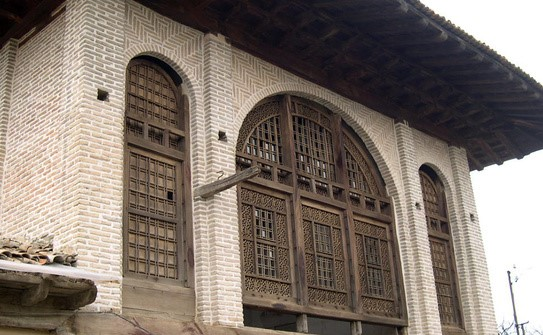
عمارت تاریخی خانه رمدانی

موزه تاریخ شهر ساری واقع در محله آبانبار نو ساری در عمارت منوچهر خان کلبادی واقع شده است.
خانه منوچهر خان کلبادی مربوط به اواخر دوره قاجار است. این اثر در تاریخ ۹ آبان ۱۳۷۷ با شمارهٔ ثبت ۲۱۴۸ به‌عنوان یکی از آثار ملی ایران به ثبت رسیده است.
مجموعه موزه‌ای ساری از ترکیب سه بنای خانه رمدانی، حمام وزیری و آب‌انبار نو که در یک کوچه واقع هستند، در سه بخش تقریباً مستقل راه اندازی شده است.

خانه کلبادی

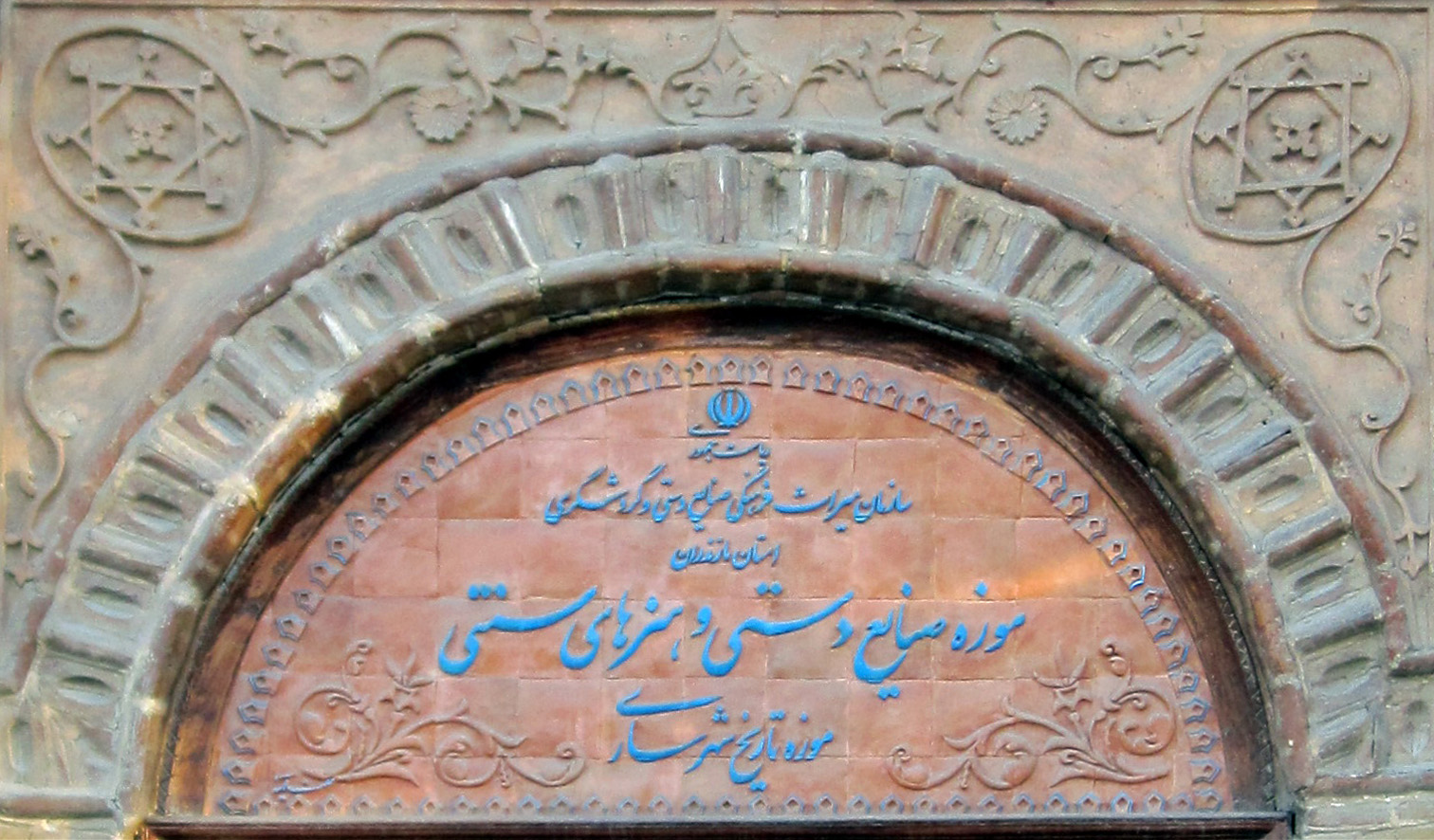
موزه ساری